# نورثروپ گرومن آرکیو-۱۸۰
نورثروپ گرومن آرکیو-۱۸۰ (به انگلیسی: Northrop Grumman RQ-180) یک هواپیمای ساختِ کارخانهٔ نورثروپ گرومن در کشور ایالات متحده آمریکا است. نخستین استفاده‌کنندهٔ این هواپیما نیروی هوایی ایالات متحده آمریکا بوده‌است.